# الحاج سليمان (الحاج الراحل)
الحاج سليمان هو دُوَّار يقع بجماعة انزالت لعظم، إقليم الرحامنة، جهة مراكش آسفي في المملكة المغربية. ينتمي الدوّار لمشيخة الحاج الراحل التي تضم 13 دوار. يقدر عدد سكانه بـ 100 نسمة حسب الإحصاء الرسمي للسكان والسكنى لسنة 2004.

## روابط خارجية
- البوابة الوطنية للجماعات الترابية
- المندوبية السامية للتخطيط